# 東インド共産党
東インド共産党（ひがしいんどきょうさんとう、Indische Communistische Partij）は、オランダ領東インド（現インドネシア）で1920年に結成された政党である。1924年には党名を変更してインドネシア共産党となった（これら党名変更の経緯については以下の本文を参照）。
アジアでもっとも早く、合法的に結成された共産主義政党である。

## 東インド社会民主主義同盟の結成
オランダ領東インドにおける共産主義運動の歴史を語るには、宗主国オランダから植民地東インドへ渡ったオランダ人社会主義者と、東インド在住の欧亜混血児（ユーラシアン）たちの存在を抜きにすることは出来ない。
なかでも、1913年3月、東インドに渡ったオランダ人ヘンドリクス・スネーフリート（Hendricus J.F.M.Sneevliet、1883年 - 1942年）は、盟友アドルフ・バールス（Adolf Baars）とともに、東インドに社会主義思想に普及させ、のちのインドネシア共産党の指導者となるスマウン、アリミンらの「原住民 Inlanders」活動家を育てた、という点で傑出した役割を果たした。
1914年5月、中部ジャワで新興工業都市へと変貌しつつあったスマランで、このスネーフリートやバールスらオランダ人と欧亜混血児によって、東インド社会民主主義同盟（Indische Sociaal-Democratische Vereniging、略称ISDV）が設立された。設立当初の参加者は約60名で、これには「原住民」の参加はなかった。翌1915年には『自由の声 Het Vrije Woord』（オランダ語機関紙）を発行して、社会主義思想の宣言に努めた。
スネーフリートは党勢を拡大するために、「原住民」子弟のスマウンやダルソノらを入党させた。そして、ムスリムしか参加を認めていなかったサレカット・イスラームに彼らを参加させて、当時の東インドで最大の組織を持っていたサレカット・イスラーム内部で党員をリクルートさせた。ISDVはサレカット・イスラームの一部を侵食しながら、自らの党勢を拡大させていった。
1917年のロシア革命によって、ISDVはにわかに活気付いたが、革命の余波が植民地に及ぶことを警戒したオランダ領東インド政府は社会主義運動の弾圧に転じた。1918年末にスネーフリートは東インドを追放され、バールスも自主的に東インドを離れた。

## 東インド共産党への改名
ISDV内でスマウンら「原住民」党員の数が急激に増加したため、組織内ではオランダ人・欧亜混血児より「原住民」党員たちの発言力が強まった。
ISDVは、1920年5月の第7回大会で、党名をインドネシア語の「東インド共産主義同盟 Perserikatan Kommunist di India」に変更した。その大会の役員投票で、議長スマウン（Semaun）、副議長ダルソノ（Darsono）、書記ベルフスマ、会計ダウエス・デッケルとする新指導部が発足した。1920年12月にはコミンテルン加盟を決議し、党名をさらに「東インド共産党 Indische Communistische Partij」（オランダ語）に変更した。
1920年代初頭は東インドで労働運動、ストライキが頻発し、東インド共産党も、工場労働者組合、鉄道電車職員組合などの労働運動を中心に活動を展開していった。ところが、労働運動内でのサレカット・イスラームと東インド共産党の勢力争いが激しくなると、1921年10月、サレカット・イスラームは組織内の共産党員を除籍する決定を下し、労働運動、さらには反植民地主義運動は大きく二派に分裂することになった。また、東インド政府は1923年5月にスマウンを逮捕、東インドから追放するなど、共産党幹部を次々と追放した。
東インド共産党は、こうして有力な党幹部を失いながら、1924年6月、バタヴィアで開かれた第二回党大会で、党の名称を「インドネシア共産党 Partai Komunis Indonesia（略称PKI）に改めることになった（その後の経緯についてはインドネシア共産党を参照）。

## 関連文献
- 増田与『インドネシア現代史』、中央公論社、1971年
- 永積昭『インドネシア民族意識の形成』、東京大学出版会、1980年（ISBN 4-13-025002-7）
- Blumberger, J. Th. Petrus, De Communistische Beweging Nederlandsch-Indie, Tjeek Willink and Zoon, 1928
- McVey,Ruth T., The Rise of Indonesian Communism, Ithaca: Cornell University Press, 1965（2006年に新装版 ISBN 978-9793780368）